# Flughafen Bonriki

i7
i11
i13

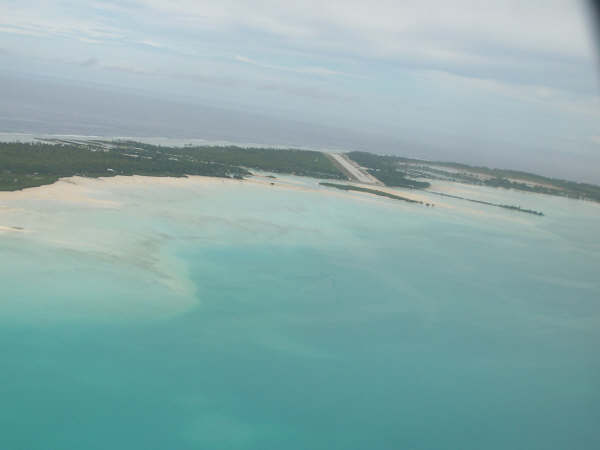
Die Landebahn aus der Luft gesehen

Der Flughafen Bonriki (offiziell englisch Bonriki International Airport; IATA-Code: TRW, ICAO-Code: NGTA) ist ein internationaler Flughafen in der Republik Kiribati. Er befindet sich auf der Insel Bonriki, die wiederum am südöstlichen Ende des Atolls Tarawa liegt. Bonriki und ihre Nachbarinseln bilden zusammen die kiribatische Hauptstadt South Tarawa. Der Flughafen ist rund 4 km vom nächsten größeren Ort Bikenibeu, 20 km von Bairiki und 24 km von Betio entfernt.
Er ist Heimatbasis der staatlichen Fluggesellschaft Air Kiribati, die von hier aus Ziele auf den anderen Gilbertinseln anfliegt. Internationale Verbindungen werden von Fiji Airways, Nauru Airlines sowie von Solomon Airlines angeboten.

## Geschichte
Der von den Seabees der United States Navy als Bonriki Airfield gebaute Flugplatz wurde im Dezember 1943 in Betrieb genommen. Zu Ehren des am 24. November 1943 an Bord der USS Liscome Bay verstorbenen Admirals Henry M. Mullinnix bezeichnete man ihn auch als „Mullinnix Field“. Der Militärflugplatz diente unter anderem den United States Army Air Forces als Ausgangsbasis für die im Jahr 1944 erfolgten Angriffe auf die Marshallinseln, Kwajalein und Eniwetok.
Die damalige britische Kolonialverwaltung der Gilbert- und Elliceinseln übernahm das Bonriki Airfield im Jahr 1945. Die erste internationale Flugverbindung wurde im Jahr 1964 von Fiji Airways nach Nadi eingerichtet, mit Zwischenlandung in Funafuti auf den damaligen Elliceinseln (heute Tuvalu). Fiji Airways nahm Anfang der 1970er Jahre auch Liniendienste zwischen den Gilbertinseln auf und beflog mit Maschinen des Typs De Havilland DH.114 Heron zunächst von Bonriki ausgehende Verbindungen nach Abemama, Butaritari und Tabiteuea. Als weitere regionale Zielorte kamen bis Mitte der 1970er Jahre Beru, Maiana, Marakei und Nonouti hinzu. Eine internationale Verbindung nach Yaren richtete Air Nauru im Frühjahr 1972 ein. Die neugegründete Air Tungaru übernahm ab April 1978 schrittweise die nationalen Liniendienste von Air Pacific (vormals Fiji Airways). Im Juli 1979 ging der Flughafen durch die Unabhängigkeit der Republik Kiribati in deren Staatseigentum über. Er wurde danach ausgebaut, wobei unter anderem die Start-/Landebahn ihre heutige Länge von 2011 Metern erhielt. Von Juni 1981 bis März 1984 führte die staatliche Air Tungaru auch internationale Flüge von Bonriki über Kiritimati nach Honolulu (Hawaii) durch.
Im Jahr 2008 plante die Regierung Kiribatis, den Flughafen zu modernisieren. Die Republik Taiwan erklärte sich dazu bereit, die geschätzten Kosten in Höhe von 12 Millionen US-Dollar zu übernehmen. Im Zuge der Baumaßnahmen, die 2011 begannen und größtenteils durch die Weltbank finanziert wurden, erhielt die Start-/Landebahn zunächst eine neue Oberfläche und das Flughafengelände eine Umzäunung. Anschließend wurden das Terminal sowie die Navigationshilfen (NDB und DME) am Platz modernisiert und eine Landebahn-Befeuerung installiert. Am 27. Juni 2017 führte eine Air-Kiribati-Besatzung die erste Nachtlandung auf dem Flughafen durch.

## Verbindungen
Es werden folgende Verbindungen angeboten:
| Fluglinie        | Ziele |
| ---------------- | --- |
| Air Kiribati     | Abaiang, Abemama, Aranuka, Beru, Butaritari, Kuria, Maiana, Makin, Marakei, Nonouti, Onotoa, Tabiteuea Nord und Tabiteuea Süd (alle national) |
| Fiji Airways     | Nadi |
| Nauru Airlines   | Kiritimati (im Codeshare mit Air Kiribati, national), Majuro, Nauru                                                                           |
| Solomon Airlines | Brisbane, Honiara (im Codeshare mit Air Kiribati)                                                                                             |